# Banguecoque
Banguecoque, Bangkok ou Bancoque (em tailandês: กรุงเทพมหานคร; romaniz.: Krung Thep Maha Nakhon, pronúnciaⓘ, pronunciado: [krūŋ tʰêːp mahǎː nákʰɔ̄ːn], ou apenas Krung Thepⓘ) é a capital e cidade mais populosa da Tailândia, além de principal centro financeiro, corporativo, mercantil, cultural e histórico do país. É a décima cidade mais populosa da Ásia e a vigésima quarta mais populosa do mundo. Situada na margem esquerda do rio Chao Phraya, nas proximidades do Golfo da Tailândia, a cidade possui cerca de 8 280 925 habitantes (2011), enquanto a Grande Bangkok reúne 14,6 milhões de habitantes, sendo que aproximadamente 12,6% da população do país vive na sua área metropolitana, ocupando o posto de 30.ª região metropolitana mais populosa do mundo. A cidade ocupa 1 568,7 quilômetros quadrados, no delta do rio Chao Phraya, e está localizada na região Central da Tailândia.
Historicamente, Bangkok está ligada a um pequeno posto de comércio durante o Reino de Ayutthaya, no século XV, que eventualmente cresceu em tamanho e se tornou o local de duas capitais: Thonburi em 1768 e Rattanakosin em 1782. Bangkok estava situada no centro do reino de Sião (nome adotado pela Tailândia até 1939), sofrendo grande modernização durante o século XIX, quando o país enfrentou pressões do Ocidente. A cidade foi palco de lutas políticas da Tailândia ao longo do século XX, entre as quais as revoltas em que o país aboliu a monarquia absoluta e sofreu inúmeros golpes e revoltas. A cidade cresceu rapidamente durante os anos 1960 até os anos 1980 e agora exerce um impacto significativo entre a política, economia, educação, meios de comunicação e sociedade moderna da Tailândia e do Sudeste Asiático.
Os altos investimentos econômicos recebidos pelos novos tigres asiáticos nas décadas de 1980 e 1990 resultou em um grande número de empresas multinacionais sediadas regionalmente em Bangkok. A cidade é hoje uma das principais forças regionais em finanças e negócios. É um centro internacional para o transporte e saúde, e está emergindo como um centro regional para as artes, moda e entretenimento. Destaca-se pelo seu patrimônio arquitetônico e cultural, com numerosos templos, palácios, museus, teatros, bibliotecas e universidades. Os principais marcos de Bangkok são sua cultura, bem como seus distritos notórios, que lhe deram um apelo exótico. O histórico Grand Palace e templos budistas, incluindo Wat Arun e Wat Pho, contrastam com outras atrações turísticas, como as cenas da vida noturna de Khaosan Road e Patpong. Bangkok é um dos principais destinos turísticos do mundo. É nomeada a cidade mais visitada na Global Destination Cities Index da MasterCard, e foi nomeada a "Melhor Cidade do Mundo" por quatro anos consecutivos pela revista norte-americana Travel + Leisure. Em 2006, foi a segunda cidade com maior número de turistas no mundo, com 10,35 milhões de turistas no ano, sendo superada apenas por Londres.
O rápido crescimento de Bangkok, associado ao pouco planejamento e regulação do urbanismo, resultou em uma paisagem urbana desordenada e sistemas de infraestrutura inadequados. Estradas limitadas, apesar de uma extensa rede de autoestradas, juntamente com o uso substancial de estacionamento privado, resultaram em congestionamento do tráfego e rede viária ineficiente. Este, por sua vez, causou grave poluição do ar na década de 1990. A cidade desde então virou-se para o transporte público em uma tentativa de resolver este grave problema. Quatro linhas de trânsito rápido estão agora em operação, com mais sistemas em construção ou planejados pelo governo nacional e a Administração Metropolitana de Bangkok.

## Etimologia
O nome da cidade na escrita tailandesa, segundo o Guinness Book, é o mais extenso do mundo: Krung Thep Mahanakhon Amon Rattanakosin Mahinthara Ayuthaya Mahadilok Phop Noppharat Ratchathani Burirom Udomratchaniwet Mahasathan Amon Piman Awatan Sathit Sakkathattiya Witsanukam Prasit (em tailandês: กรุงเทพมหานคร อมรรัตนโกสินทร์ มหินทรายุธยามหาดิลก ภพนพรัตน์ ราชธานีบุรีรมย์ อุดมราชนิเวศน์ มหาสถาน อมรพิมาน อวตารสถิต สักกะทัตติยะ วิษณุกรรมประสิทธิ์, pronúnciaⓘ), possui 152 letras. De acordo com a romanização deste alfabeto, também pode escrever-se da seguinte maneira: Krung-dēvamahānagara amararatanakosindra mahindrayudhyā mahātilakabhava navaratanarājadhānī purīramya utamarājanivēsana mahāsthāna amaravimāna avatārasthitya shakrasdattiya vishnukarmaprasiddhi, que, em português, pode significar: "cidade dos anjos, grande cidade dos imortais, magnífica cidade das nove gemas, sede do rei, cidade dos palácios reais, lar dos deuses encarnados, erguida por Visvacarma sob comando de Indra". Já os exônimos lusofônicos para a cidade são: Banguecoque, predominante em português europeu, e Bangkok, Bangcoc, Bancoque ou Bancoc em português brasileiro provavelmente vêm de Bang Ko que em tailandês significa "ilha".

## História
A história da área de Bangkok tem suas origens no início do século XV, quando era uma vila na margem oeste do rio Chao Phraya, sob o governo de Aiutaia. Devido à sua localização estratégica, perto da foz do rio, a localidade aumentou gradualmente em importância para o reino. Inicialmente, Bangkok serviu como um posto aduaneiro, com fortes em ambos os lados do rio. Entre os fortes, estava o Forte Amsterdã, construído em 1622 e controlado pelos holandeses, que o utilizavam como um posto comercial. A região se tornou o local de um cerco em 1688, que ficou conhecido como Cerco de Bangkok, em que os franceses foram expulsos de Sião. Após a queda do Reino de Aiutaia para a Dinastia Konbaung, que governava a Birmânia, em 1767, o recém-declarado Rei Taksin estabeleceu sua capital na cidade, que se tornou a base do Reino de Thonburi. Em 1782, o rei Taksin é assassinado e Rama I, O Grande assumiu o poder, mudando a capital para a ilha de Rattanakosin, na margem oriental, fundando assim o Reino de Rattanakosin. A coluna da cidade foi erguida em 21 de abril daquele ano, que é considerada como a data de fundação da cidade.

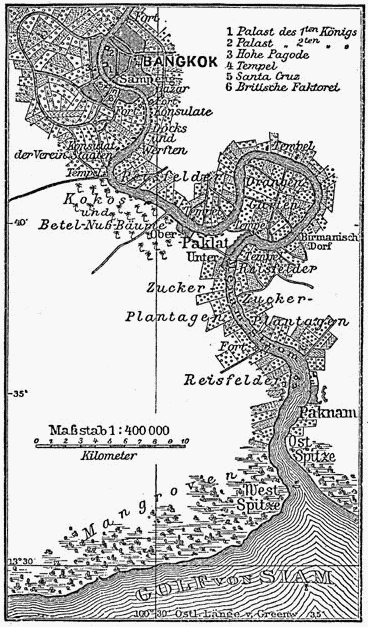
Mapa de Bangkok em 1888

Bangkok expandia-se gradualmente através do comércio internacional, praticado principalmente com a China e em seguida, com os comerciantes ocidentais a partir de meados do século XIX. Como capital, Bangkok era o centro da modernização do Reino de Sião, enfrentando a pressão de potências ocidentais no final do século XIX. Com os reinados dos reis Mongkut (Rama IV, 1851–1868) e Chulalongkorn (Rama V, 1868–1910) vieram a introdução da máquina a vapor, imprensa, transporte ferroviário e de infraestrutura utilitária e pública na cidade, bem como a educação formal e maiores investimentos em saúde. Nesta época, toda a cidade foi atravessada por uma densa rede de canais (khlongs). O transporte na cidade era feito em grande parte por esses canais, desenvolvendo-se também o comércio, que originou os mercados flutuantes. Quase não havia estradas, e Bangkok passou a ser chamada de "Veneza do Oriente". A maioria dos canais passaram a ser preenchidos sucessivamente, para dar espaço para o crescente tráfego rodoviário da cidade em crescimento. Em 1863, a única rua pavimentada na cidade era a Thanon Charoen Krung, chamada New Road (literalmente "o caminho para aumentar o capital"). Durante o reinado do Rei Chulalongkorn (Rama V), a linha férrea passou a ser construída em direção ao norte do país, bondes passaram a fazer parte do tráfego urbano e um grande número de estradas foram criadas, sendo boa parte destas com estilos e influência europeia.

### Influência europeia e revolução de 1932
Em fins do século XIX, os limites de Bangkok englobavam cerca de uma dúzia de quilômetros quadrados, com uma população de cerca de 500 mil habitantes. Apesar de seu tamanho modesto, a capital tailandesa exercia influência não apenas no Reino de Sião, mas também em outros territórios vizinhos, que hoje correspondem ao Laos, parte ocidental do Camboja e o norte da Malásia. Os governantes siameses foram capazes de afastar a pressão intensa dos portugueses, holandeses, franceses e ingleses, todos eles de uma só vez, que tencionavam adicionar o Sião aos seus territórios vizinhos colonizados. Na época, França e Inglaterra haviam estabelecido uma forte presença em cada um dos países vizinhos à Sião (a França no Laos e Camboja e os britânicos na Birmânia e Malásia), enquanto os portugueses lutavam para manter sua hegemonia sobre Ceilão e o Timor-Leste.
Como resultado da crescente pressão das colônias britânicas, Birmânia e Malásia, Rama IV assinou o Tratado de Bowring em 1855 com a Grã-Bretanha. O acordo foi uma ruptura do envolvimento econômico entre siameses e chineses, uma relação que tinha dominado o cenário econômico no século anterior. A assinatura deste documento, e a ascensão subsequente do filho de Rama IV, o rei Chulalongkorn, levou ao maior período de influência europeia na Tailândia. Desejando reprimir qualquer potencial tentativa de colonização europeia em Bangkok — e consequentemente em Sião — Rama V permitiu que as duas potências europeias usassem o reino como um estado-tampão entre seus respectivos domínios coloniais, durando de 1893 a 1910. Inspirado nas ruas de Batávia, o centro colonial holandês (atual Jacarta, na Indonésia), Rama V construiu em Bangkok 120 novas estradas durante o seu reinado. O rei também se baseou em projetos executados em Calcutá, Penang e Singapura. Os alemães foram contratados para projetar e construir ferrovias que emanam da capital, enquanto os holandeses contribuíram com o projeto da estação de comboio de Hualamphong, hoje considerada uma obra-prima de Art Deco.
Em 1893, Bangkok inaugurou sua primeira linha férrea, possuindo 22 quilômetros até Pak Nam, onde se encontra com o Golfo da Tailândia. Um bonde elétrico com vinte quilômetros foi aberto no ano seguinte, em paralelo com a margem esquerda do rio Chao Phraya. Em 1904, foram adicionados mais três linhas de trem para fora dos limites da cidade: O primeiro para o nordeste, com destino à Khorat (cerca de 306 quilômetros), com um ramal para Lopburi; outro na direção sul-sudoeste, indo para Phetburi (cerca de 151 quilômetros), e o último para o sul, indo para Tha Chin, com 34 quilômetros de distãncia.
A administração da cidade foi organizada pela primeira vez pelo Rei Chulalongkorn, em 1906, com o estabelecimento de Bangkok como uma subdivisão nacional. Em 1915, a cidade foi dividida em vários distritos, limites administrativos que, desde então, estão estabelecidos. A Administração metropolitana de Bangkok foi criada em 1972, após a fusão da Província de Phra Nakhon, na margem leste do rio Chao Phraya, com a província de Thonburi, na margem oeste, em 1971. Ainda no início do século XX, a cidade começou a se expandir no sentido norte e leste. Bangkok registrou um notável crescimento populacional, especialmente na parte à oeste do rio, o que resultou na construção e inauguração da primeira ponte, a Ponte Memorial sobre o rio Chao Praya em 1932. Devido ao período próspero da cidade, muitas famílias de comerciantes ricos enviavam seus filhos para estudar na Europa. Os alunos de nível socioeconômico mais escasso, que se destacavam na escola, tinham acesso a bolsas de estudo do governo para estudo no exterior também. Em 1924, um grupo de estudantes siameses em Paris formaram a organização "Promotores de mudança política", que se reunia para discutir ideias para um futuro governo em Sião modelado sobre a democracia ocidental. Após terminar seus estudos e retornar para Bangkok, três dos "Promotores", o advogado Pridi Banomyong e os oficiais militares Phibul Songkhram e Prayoon Phamonmontri, organizaram um subterrâneo "Partido Popular" dedicado à derrubada do sistema de governo do país. O Partido Popular encontrou um apoio em Rama VII, provocando uma revolução sem derramamento de sangue, em 1932, que transformou o sistema de governo de Sião, passando de uma monarquia absoluta para monarquia constitucional. Assim, Bangkok viu-se como o centro de um novo serviço civil, palco das lutas de poder entre a elite militar e política, que transformou a cidade em um centro de oportunidades econômicas.

### Segunda Guerra Mundial e movimentos políticos
Em dezembro de 1938, Phibul Songkhram foi nomeado primeiro-ministro pelo Partido Popular. Ele foi responsável pela mudança do nome do país de Sião para Tailândia, além da adoção do calendário solar ocidental. Quando os japoneses invadiram o Sudeste Asiático em 1941, durante a Segunda Guerra Mundial, superando as tropas aliadas na Malásia e Birmânia, Phibul permitiu que regimentos japoneses tivessem acesso ao Golfo da Tailândia através do território do país. Tropas japonesas bombardearam e ocuparam por um breve período partes de Bangkok em seu caminho para a fronteira entre a Tailândia e Birmânia, para lutar contra os britânicos. Como resultado da insegurança pública, a economia da cidade estagnou. Bangkok sofreu bombardeios também por parte dos Aliados e enfrentou a ocupação japonesa, apesar de ter crescido rapidamente no período pós-guerra, como resultado da ajuda recebida pelos Estados Unidos.
Phibul Songkhram renunciou em 1944, sob pressão da resistência subterrânea siamesa. Foi exilado para o Japão em 1945. Bangkok retomou o seu ritmo no sentido da modernização, mesmo após Phibul voltar para Sião em 1948 e assumir a liderança novamente através de um golpe militar. Nos quinze anos seguintes, a cidade sofreu grande mudança em sua infraestrutura, com destaque para os canais, que foram preenchidos para proporcionar espaço para novas estradas e edifícios de vários andares. Outro golpe foi instalado em 1957, pelo marechal Sarit Thanarat. Phibul Songkhram mais uma vez exilou-se no Japão, onde morreu em 1964. Entre 1964 a 1973 — os anos de pico da Indochina —, oficiais do exército tailandês, sediados em Bangkok, permitiram o estabelecimento de várias bases militares dos Estados Unidos em regiões tailandesas fronteiriças, apoiando a campanha norte-americana na Indochina. Durante este tempo, a cidade tornou-se notável no mundo, sendo vista como um "descanso e recreação" local para as tropas estrangeiras estacionadas no Sudeste Asiático. Bangkok sustentava o apoio dos tailandeses para com os norte-americanos, mantendo-se intacta e, ao mesmo tempo, atrativa e próspera, em um momento em que ocorria a Guerra do Vietnã, assolando várias grandes cidades de países próximos como Saigão, Hanói e Phnom Penh.
A década de 1970 também foi marcada por manifestações na cidade. Em outubro de 1973, uma grande manifestação estudantil pró-democracia, na Universidade de Thammasat, foi reprimida pelos militares. Kukrit Pramoj assumiu o comando do governo, com coalizão de 14 partidos. Entre as realizações duradouras de Kukrit, estão a adoção de um salário mínimo nacional, a revogação de leis anticomunistas e a ejeção das forças militares dos Estados Unidos do país. Apesar de as manifestações cessarem na cidade, Bangkok continuou experimentando focos de tensões. Os militares recuperaram o controle em 1976, quando grupos civis renderam um grupo de 2 000 estudantes na Universidade de Thammasat, matando centenas de pessoas. Muitos estudantes fugiram da cidade e juntaram-se ao Exército Popular de Libertação da Tailândia (PLAT), uma insurgência comunista armada escondida nas colinas, ativa na Tailândia desde 1930. Os próximos quinze anos, continuaram sendo marcados pela alternância entre civis e militares no governo. Uma anistia geral, em 1982, pôs fim à PLAT, e os estudantes, trabalhadores e agricultores que integravam a organização desfizeram seus laços. Tratava-se de uma nova era de tolerância política.

### História recente

Khlongs

O desenvolvimento urbano desproporcional levou ao aumento das desigualdades sociais e de renda, causada sobretudo pela migração sem precedentes das áreas rurais de províncias próximas à Bangkok. Sua população passou de 1,8 milhão para 3 milhões em 1960. Após a retirada dos norte-americanos do Vietnã, no fim da guerra envolvendo os dois países, as empresas japonesas assumiram como líderes em investimentos em Bangkok, e a expansão da produção orientada para a exportação levou a um crescimento do mercado financeiro na cidade. O rápido crescimento da cidade continuou até a década de 1980 e início dos anos 1990, até que diminuiu devido à crise financeira asiática de 1997. Até então, muitas questões públicas e sociais surgiram, entre elas a pressão sobre a infraestrutura refletida nos notórios engarrafamentos da cidade. O papel de Bangkok como palco político da nação continua a ser visto em cordas de protestos populares, a partir das revoltas populares em 1973, do Massacre na Universidade Thammasat em 1976, manifestações antimilitares em 1992 e sucessivos protestos antigoverno pelos movimentos "Camisas amarelas" e "Camisas vermelhas" a partir de 2008.
Durante o século XX, Bangkok passou de meros 13 km² em 1900 para uma área metropolitana de mais de 330 km² no fim do século. Atualmente, a cidade engloba não só Bangkok propriamente dita, mas também a antiga capital, Thonburi, através do canal sob o rio Chao Phraya a oeste, além de províncias densamente povoadas vistas como 'subúrbios': Samut Prakan ao leste e Nonthaburi, ao norte. Mais da metade da população urbana da Tailândia vive na cidade.

## Geografia

### Clima
Bangkok tem um clima tropical seco na classificação climática de Köppen. A temperatura mais alta registrada na cidade foi de 40 °C em maio de 1983, enquanto que a mais baixa registrada ocorreu em janeiro de 1955, quando registrou-se 9,9 °C. As temperaturas mais baixas foram arquivadas nos meses de janeiro de 1924, 1955 e 1974, assim como em dezembro de 1999. O ano mais quente em Bangkok foi 1997 (com uma média de 30 °C registrados no aeroporto Don Mueang) e o mais frio foi 1975 (com 26,3 °C). A temperatura diurna mais fria foi de 19,9 °C em dezembro de 1992. As chuvas de granizo são praticamente desconhecidas na cidade, com somente um registro nos últimos cinquenta anos.
| Dados climatológicos para Bangkok | Dados climatológicos para Bangkok | Dados climatológicos para Bangkok | Dados climatológicos para Bangkok | Dados climatológicos para Bangkok | Dados climatológicos para Bangkok | Dados climatológicos para Bangkok | Dados climatológicos para Bangkok | Dados climatológicos para Bangkok | Dados climatológicos para Bangkok | Dados climatológicos para Bangkok | Dados climatológicos para Bangkok | Dados climatológicos para Bangkok | Dados climatológicos para Bangkok |
| Mês                               | Jan                               | Fev                               | Mar                               | Abr                               | Mai                               | Jun                               | Jul                               | Ago                               | Set                               | Out                               | Nov                               | Dez                               | Ano                               |
| --------------------------------- | --------------------------------- | --------------------------------- | --------------------------------- | --------------------------------- | --------------------------------- | --------------------------------- | --------------------------------- | --------------------------------- | --------------------------------- | --------------------------------- | --------------------------------- | --------------------------------- | --------------------------------- |
| Temperatura máxima média (°C)     | 32,0                              | 32,7                              | 33,7                              | 34,9                              | 34,0                              | 33,1                              | 32,7                              | 32,5                              | 32,3                              | 32,0                              | 31,6                              | 31,3                              | 32,7                              |
| Temperatura mínima média (°C)     | 21,0                              | 23,3                              | 24,9                              | 26,1                              | 25,6                              | 25,4                              | 25,0                              | 24,9                              | 24,6                              | 24,3                              | 23,1                              | 20,8                              | 24,1                              |
| Precipitação (mm)                 | 9,0                               | 30,0                              | 29,0                              | 65,0                              | 220,0                             | 149,0                             | 155,0                             | 197,0                             | 344,0                             | 242,0                             | 48,0                              | 10,0                              | 1 498,0                           |
| Fonte:                            |                                   |                                   |                                   |                                   |                                   |                                   |                                   |                                   |                                   |                                   |                                   |                                   |                                   |

### Topografia
Bangkok situa-se no delta do rio Chao Phraya, nas planícies centrais da Tailândia. O rio serpenteia pela cidade na direção sul, desaguando no golfo da Tailândia, cerca de 25 quilômetros ao sul do centro da cidade. A área é plana e de baixa altitude, com uma elevação média de 1,5 metros acima do nível do mar. A maior parte da área originalmente era um pântano, que foi gradualmente drenado e irrigado para a agricultura através da construção de canais (khlong) que ocorreram ao longo do séculos XVI ao XIX. O curso do rio que flui através de Bangkok foi modificado pela construção de vários canais de atalho.
Esta intrincada rede de vias serviu como o principal modo de transporte até o final do século XIX, quando as estradas modernas começaram a ser construídas. Até então, a maioria das pessoas viviam perto ou sobre as águas do rio, levando a cidade a ser conhecida durante o século XIX como a "Veneza do Oriente". Muitos destes canais já foram preenchidos ou pavimentados, mas outros ainda cruzam a cidade, servindo como canais de drenagem e vias de transporte. A maioria dos canais são agora extremamente poluídos, embora haja tratamento e limpeza de vários canais realizados por parte da AMB.

### Geologia

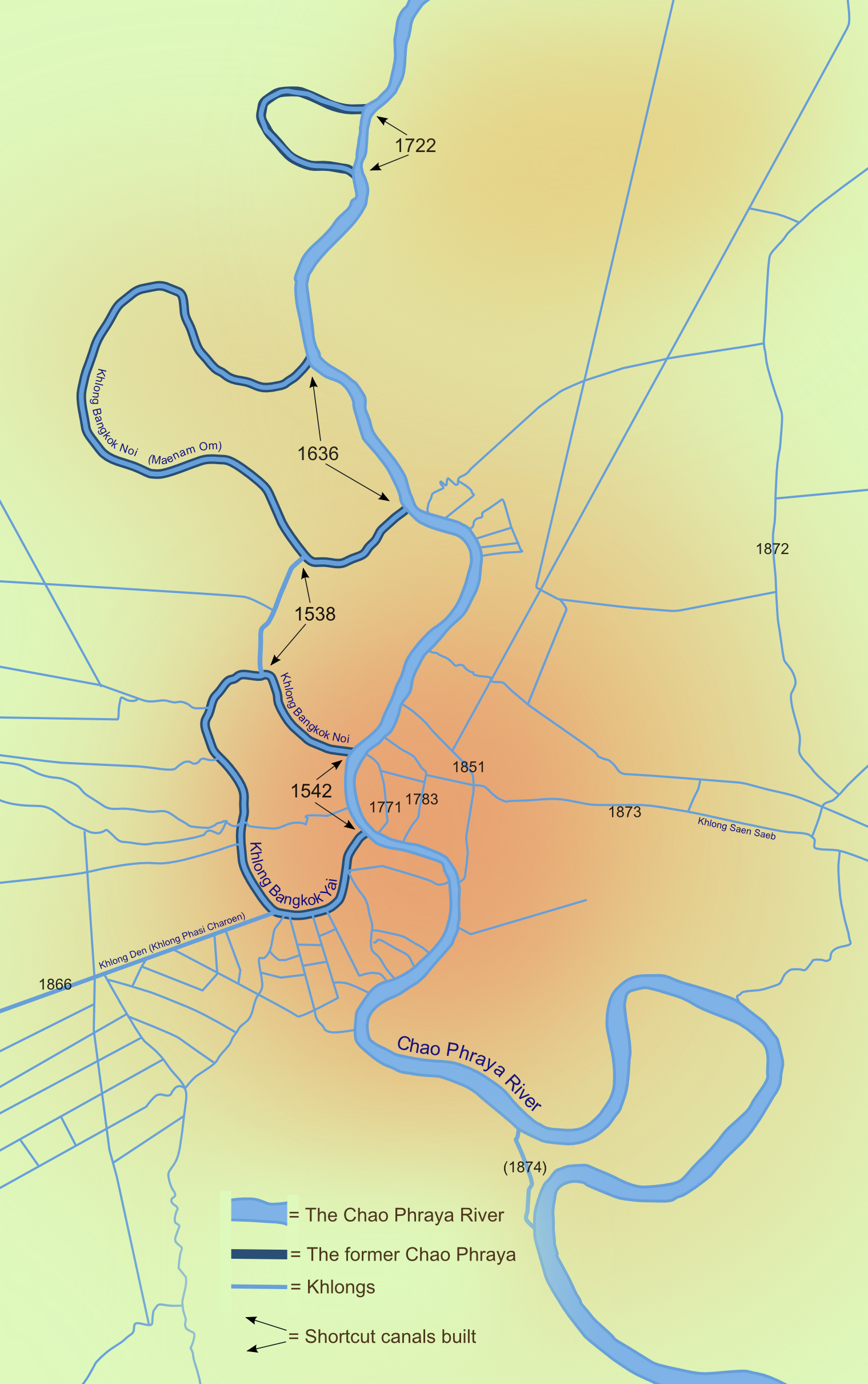
Mapa com os principais canais de Bangkok, que detalha o curso original do rio e seus canais de atalho

A geologia da área de Bangkok é caracterizada por uma camada superior de argila marinha, com uma média de 15 metros de espessura, a qual cobre um sistema que consiste em oito unidades de aquífero. Esta característica tem contribuído para os efeitos de abatimento causados pela água do solo extenso de bombeamento. Primeiramente reconhecida na década de 1970, a subsidência logo se tornou uma questão crítica, chegando a uma taxa de 120 milímetros por ano em 1981. A gestão e mitigação de medidas de água subterrânea, desde então, diminuiu a gravidade da situação, apesar de a subsidência ainda esteja ocorrendo a uma taxa de 10 a 30 milímetros por ano. As regiões da cidade estão a 1 metro acima do nível do mar. Há estudos que indicam que a cidade pode ser submersa até 2030.
A subsidência resultou num aumento do risco de inundação, como Bangkok já é propensa a inundações devido a sua baixa altitude e infraestrutura de drenagem inadequada resultante da rápida urbanização. A cidade possui barreiras de inundação e tem aumentando a drenagem dos canais de bombeamento, além da construção de túneis de drenagem, mas partes de Bangkok e seus subúrbios são ainda regularmente afetados por inundações. Chuvas pesadas, resultando em sistemas urbanos de escoamento de drenagem, são os principais fatores desencadeantes. A cidade enfrentou grandes inundações em 1995 e 2011. Em 2011, a maioria dos distritos do norte, leste e oeste de Bangkok foram inundados, sendo que alguns destes lugares permaneceram submersos por mais de dois meses. O aquecimento global representa riscos mais graves e um estudo da Organização para a Cooperação e Desenvolvimento Económico (OCDE) estima que mais de 5 milhões de pessoas na cidade podem estar expostas a inundações costeiras até 2070, a sétima maior probabilidade entre as cidades portuárias do mundo.

### Espaços verdes

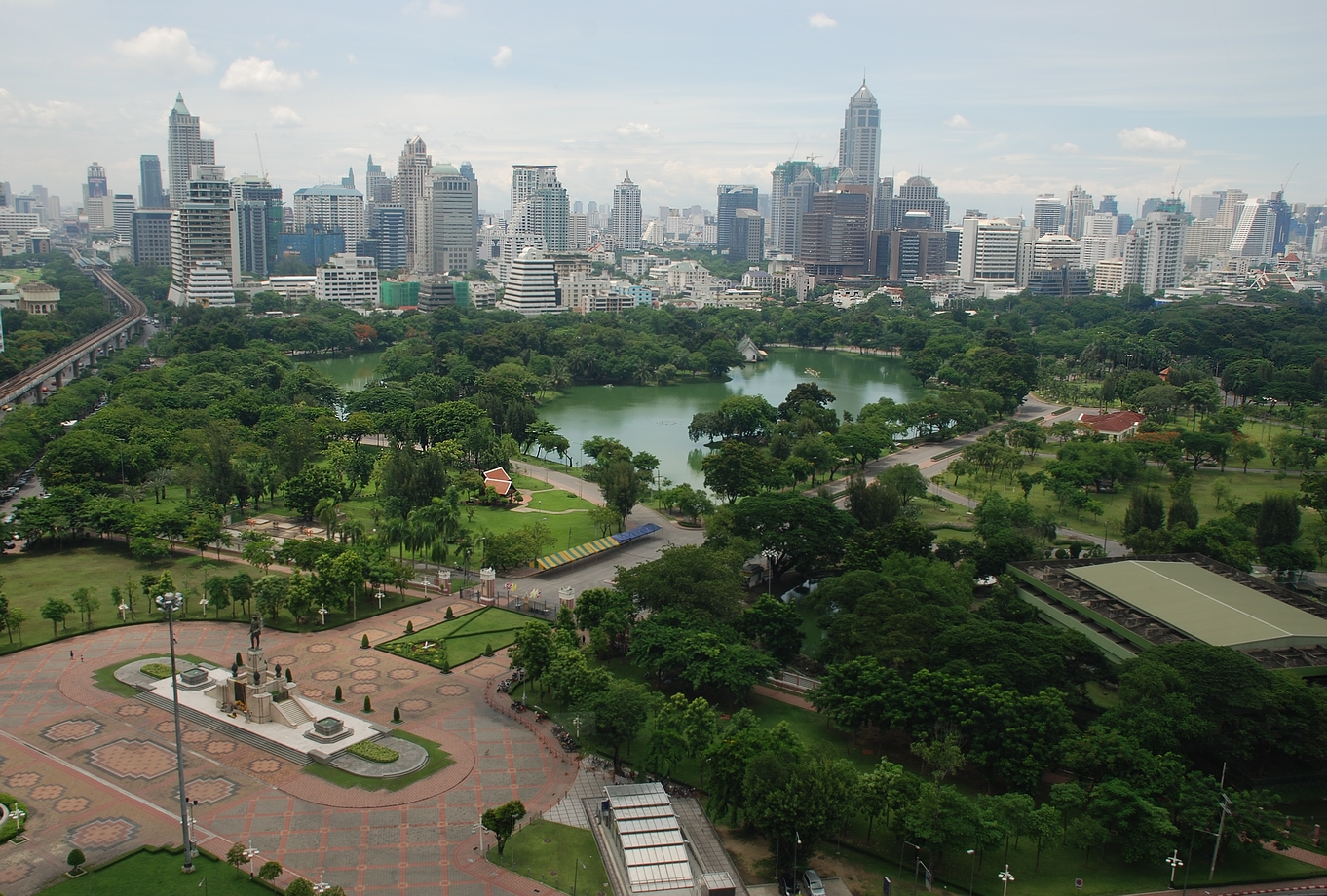
Parque Lumphini, localizado na região central da cidade

Bangkok possui vários parques e espaços verdes, embora estes espaços sejam moderados, sendo de 11,8 metros quadrados por pessoa. Nas regiões mais densamente urbanizadas da cidade, estes números são mais baixos, atingindo índices de 1,73 e 0,72 metros quadrados por habitante. Entre os parques mais conhecidos está o Cinturão Verde, que possui cerca de 700 quilômetros quadrados de arrozais e pomares nas extremidades leste e oeste da cidade, embora seu objetivo principal é servir como bacias de detenção de cheias, em vez de limitar a expansão urbana. O Bang Kachao, com vinte quilômetros quadrados, é uma área de conservação do rio Chao Phraya, e encontra-se apenas nos distritos ribeirinhos do sul, na província de Samut Prakan. Um plano de desenvolvimento foi proposto para aumentar a área total do parque para 4 000 metros quadrados por habitante.
Entre os maiores parques de Bangkok estão o Parque Lumphini, localizado na região central, com uma área de 57,6 hectares; o Suanluang Rama IX, no leste da cidade, com uma área de 80 hectares; e o Chatuchak–Queen Sirikit, um complexo no norte de Bangkok, com uma área total de 92 hectares.

## Demografia
A cidade de Bangkok tem uma população de 8 280 925 habitantes, de acordo com estimativas de 2011, abrigando 12,6% da população nacional. A Área metropolitana de Bangkok, também chamada de Grande Bangkok, possui população de 14 565 547 habitantes}}. Bangkok também caracteriza-se como uma cidade cosmopolita. De acordo com o censo, a cidade abriga uma comunidade de 81 570 japoneses e 55 893 chineses, bem como 117 071 expatriados de outros países asiáticos, 48 341 imigrantes europeus, 23 418 imigrantes das Américas, 5 289 imigrantes australianos e 3 022 africanos. Imigrantes de países vizinhos incluem, em sua maioria, 303 595 birmaneses, 63 438 cambojanos e 18 126 laosianos.
Embora tenha sido o maior centro populacional da Tailândia desde a sua criação como capital em 1782, Bangkok experimentou um crescimento apenas a partir do século XIX. O diplomata britânico John Crawfurd, que visitou a cidade em 1822, estimou sua população em não mais do que 50 000 habitantes. Como resultado da medicina ocidental trazida pelos missionários, bem como o aumento da imigração, tanto dentro do reino de Sião quanto no exterior, a população de Bangkok aumentou gradualmente à medida que a cidade se modernizava no final do século XIX. Este crescimento tornou-se ainda mais acentuado na década de 1930, após a descoberta dos antibióticos. Com a política de planejamento familiar e o controle de natalidade, introduzida no país na década de 1960, a taxa de natalidade em Bangkok reduziu-se, mas foi compensada pelo aumento de migrantes vindos de províncias próximas, atraídos pela expansão econômica acelerada. Somente na década de 1990 as taxas de crescimento da população em Bangkok diminuíram, acompanhando a média nacional, com a maior parte da população tailandesa está altamente centralizada em torno da capital. Em 1980, a população de Bangkok era 51 vezes maior que a população de Hat Yai e Songkhla, os dois maiores centros urbanos após a capital no referido ano, tornando-a a mais proeminente cidade do mundo à época.
A maior parte da população de Bangkok são pertences à etnia Tai, embora detalhes sobre a etnicidade da cidade não estejam disponíveis pelo fato de o censo nacional não realizar registros de etnia. O pluralismo cultural de Bangkok remonta aos primórdios da sua fundação. Várias comunidades étnicas foram formadas por imigrantes e colonos forçados, incluindo os khmers, do norte da Tailândia, Laos e Vietnã. Os chineses desempenharam um papel preponderante no comércio da cidade e constituíram até três quartos da população em 1828 e quase metade desta em 1950. No entanto, a imigração chinesa diminuiu a partir de 1930 e consideravelmente após a Revolução Chinesa em 1949. Sua proeminência posteriormente diminuiu. Bangkok, no entanto, ainda abriga uma grande comunidade chinesa, com a maior concentração em Yaowarat, um bairro da cidade cidade. Em termos de religiosidade, a maioria da população é budista teravada, com 91% dos habitantes declarando-se seguidor desta religião. Outras religiões incluem o Islã (4,7%), cristianismo (2,0%), hinduísmo (0,5%), siquismo (0,1%) e confucionismo (0,1%).
Além de Yaowarat, Bangkok possui vários outros bairros com presença forte de etnias distintas. A comunidade indiana está concentrada sobretudo em Phahurat desde 1933. Os bairros de Ban Khrua e Saen Saep Canal abriga descendentes dos Cham, que se instalaram no final do século XVIII. Embora os portugueses tenham se estabelecido na cidade durante o período de Thonburi, deixaram de existir como uma comunidade distinta, tendo seu passado se refletindo principalmente na Igreja de Santa Cruz, localizada na margem oeste do rio. Da mesma forma, a Catedral de Assunção, em Charoen Krung, é um dos muitos edifícios de estilo europeu, no antigo bairro onde diplomatas e comerciantes europeus viveram durante o final do século XIX e início do XX. Nas proximidades, a Mesquita Haroon é o centro de uma comunidade muçulmana. Outras comunidades recentes de imigrantes estão se criando ao longo de Sukhumvit, incluindo a comunidade japonesa, concentrada em Soi Phrom Phong, e a comunidade africana, em Soi Nana.

## Governo e política
| Rattanakosin Lumphini Vibhavadi Chao Phraya | Thonburi Taksin Phra Nakhon Nuea Burapha | Suwinthawong Sinakharin Mahasawat Sanam Chai |

Mapa de Bangkok com seus 50 distritos, divididos em 12 regiões:

Banguecoque é uma área administrativa especial (em tailandês: กรุงเทพมหานคร; romaniz.: Krung Thep Maha Nakhon) administrada por um governador eleito pela população. Apesar de não ser uma província, é considerada a 76.ª província da Tailândia uma vez que é administrada no mesmo nível das outras 75 províncias.
A administração da cidade (BMA) é voltada apenas para os limites territoriais de Bangkok, não podendo estender-se para a aglomeração nos limites da cidade, como a Grande Bangkok.
Em sua subdivisão oficial, Bangkok está dividida em 50 distritos (em tailandês: เขต). Os distritos são chamados também de keths ou amphoe e, por sua vez, estão subdivididos em 154 subdistritos (em tailandês: แขวง), chamados também de khwaeng. Nong Chok é o distrito com a maior área territorial, com 236,261 km², e Bang Khae é o mais populoso, com quase 200 mil habitantes.

### Relações internacionais
As relações internacionais formais de Bangkok são geridas pela Divisão de Assuntos Internacionais da Administração Metropolitana de Bangkok (BMA). Suas missões incluem facilitar a cooperação com outras grandes cidades por meio de convênios, participação e adesão à organizações internacionais, e busca de atividades de cooperação com as muitas missões diplomáticas estrangeiras sediadas na cidade.

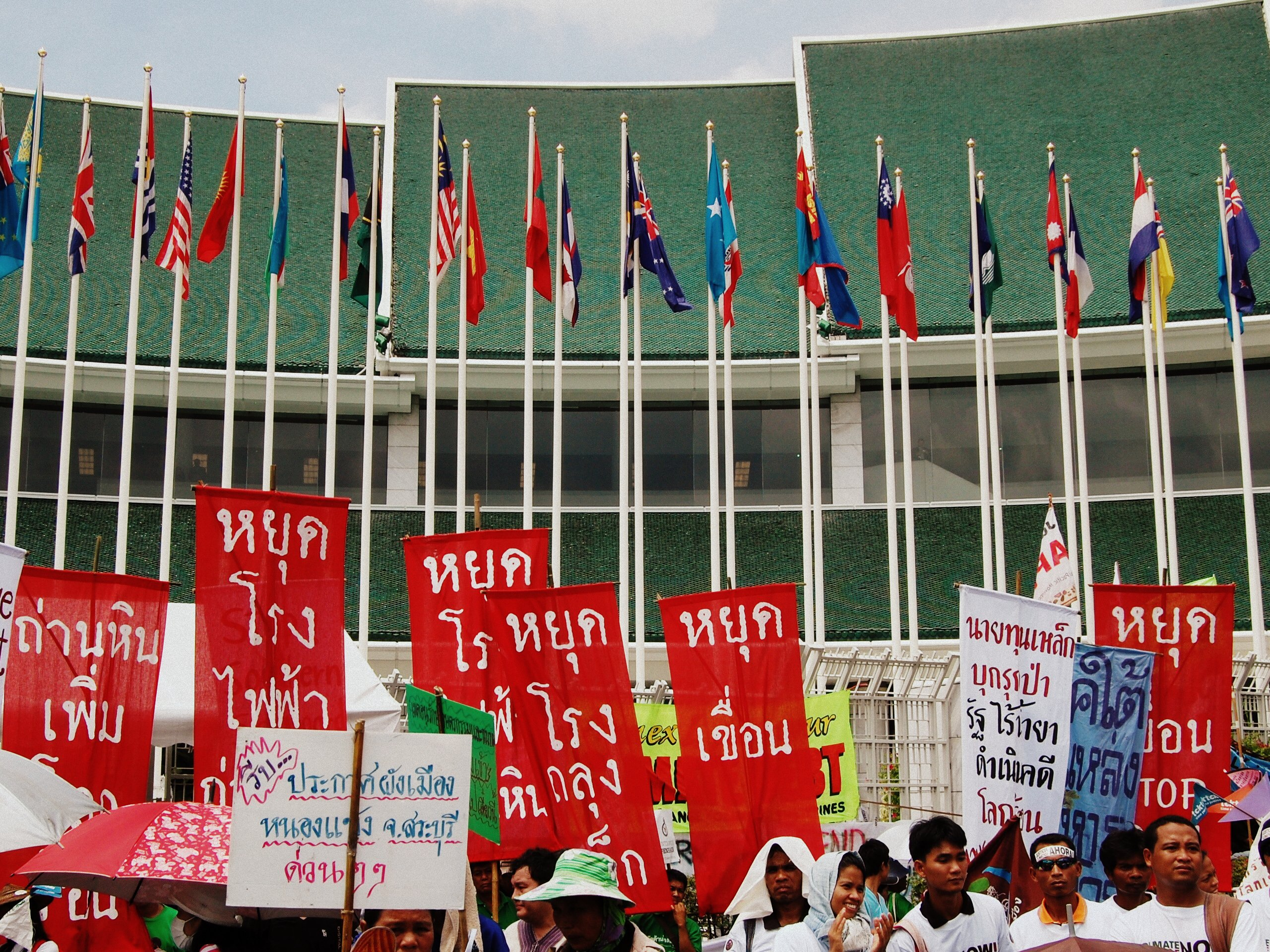
Manifestantes em frente ao edifício das Nações Unidas durante a Conferência sobre o clima em 2009, realizada na cidade. Bangkok abriga vários escritórios regionais da ONU.

Bangkok é membro de várias organizações internacionais e redes governamentais de cidade regionais. A cidade é integrante da Rede Asiática das 21 Grandes Cidades que inclui, além desta, outras vinte cidades e regiões metropolitanas relevantes da Ásia, sobretudo das partes Oriental e Sul, É membro ainda, do Grupo C40 de Grandes Cidades para a Liderança Climática, um grupo de cidades mundiais que abriga mais de 50% da população mundial, empenhadas em debater e combater a mudança climática, além do Conselho de Autoridades Locais para Relações Internacionais, Rede Regional de Autoridades Locais pela Gestão de Assentamentos Humanos na Ásia e Pacífico (CITYNET) e a Associação Mundial das Grandes Metrópoles e Governos Locais pela Sustentabilidade.
Com a sua localização geográfica no centro do sudeste da Ásia, e sendo um dos principais eixos de transporte na Ásia, Bangkok sedia muitas organizações internacionais e regionais. Entre as tais, é a sede Comissão Econômica e Social das Nações Unidas para a Ásia e o Pacífico (ESCAP), bem como dos escritórios regionais da Organização das Nações Unidas para Alimentação e Agricultura da Ásia-Pacífico (FAO), da Organização da Aviação Civil Internacional (ICAO), da Organização Internacional do Trabalho (OIT), da União Internacional de Telecomunicações (UIT), do Alto Comissariado das Nações Unidas para os Refugiados (ACNUR) e do Fundo das Nações Unidas para a Infância.
As cidades-irmãs de Bancoque são as seguintes:
- Washington, D.C., Estados Unidos (1962)[47][51][52]
- Brasília, Brasil (1987)
- Pequim, China (1993)[47][53]
- Budapeste, Hungria (1997)[47][54]
- Brisbane, Austrália (1997)[47][55]
- Moscou, Rússia (1997)[47][56]
- São Petersburgo, Rússia (1997)[57][47][58]
- Manila, Filipinas (1997)[47][59][60]
- Jacarta, Indonésia (2002)[47][61]
- Hanói, Vietnã (2004)[47][62]
- Vientiane, Laos (2004)[47][63]
- Astana, Cazaquistão (2004)[47][64]
- Chaozhou, China (2005)[47][65][66]
- Fukuoka, Japão (2006)[47][67]
- Seul, Coreia do Sul (2006)[47]
- Cantão, China (2009)[47]
- Lausana, Suíça (2009)[47]
- Busan, Coreia do Sul (2011)[47]
- Chongqing, China (2011)[47]
- Aichi, Japão (2012)[47][68]
- Ancara, Turquia (2012)[47]
- Tianjin, China (2012)[47]
- George Town, Malásia (2012)[47][69]
- Pnom Pen, Camboja (2013)[47][70]

## Economia

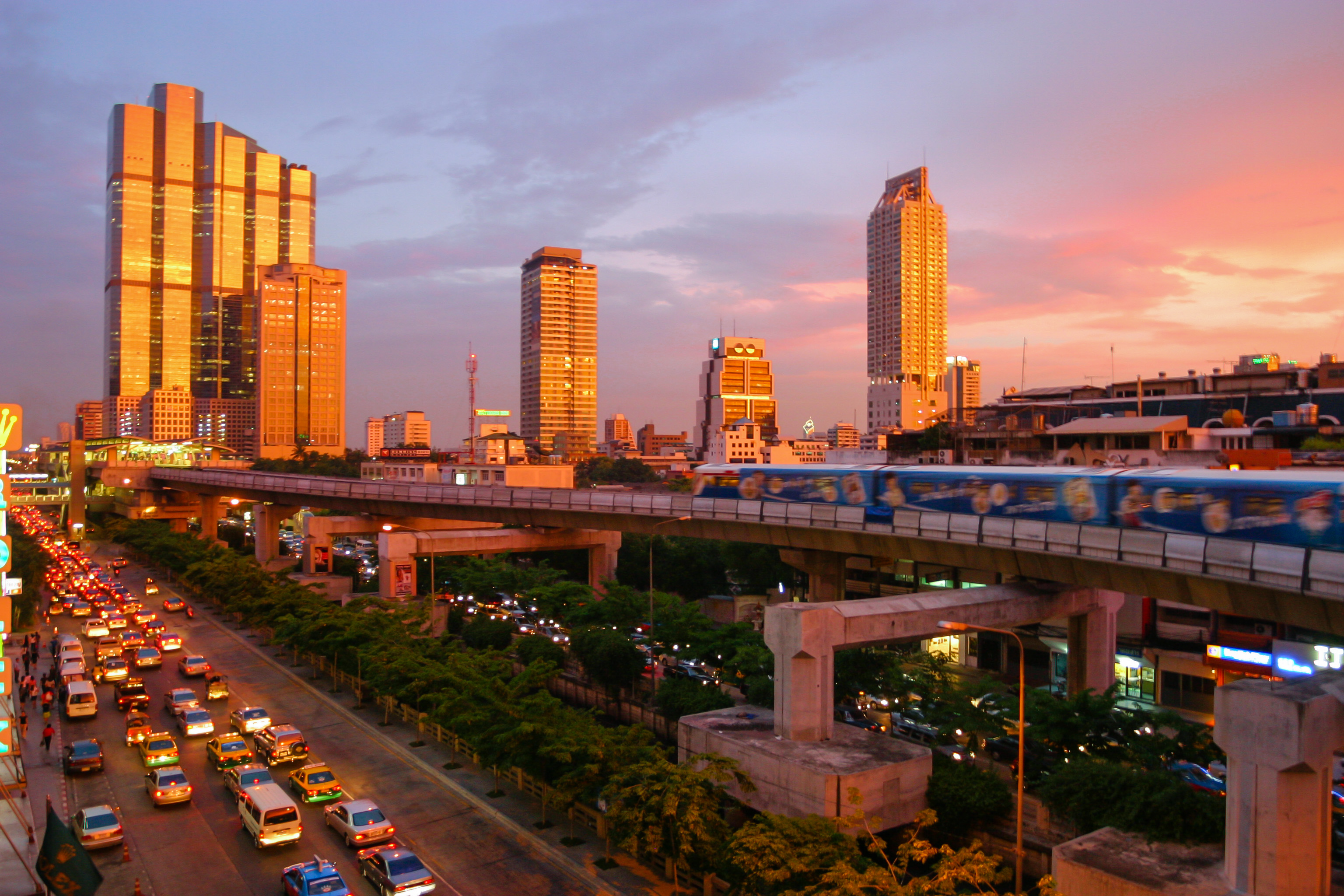
Vista do Distrito de Sathon, área econômica da cidade. O Edifício Robot, ao fundo, foi concluído em 1986 e é um símbolo do rápido crescimento econômico de Bangkok em meados dos anos 1980.

Bangkok é o centro econômico da Tailândia e o principal destino de investimentos e desenvolvimento no país. Em 2010, a cidade teve uma produção econômica de 3 142 000 milhões de baht (cerca de US$ 98,34), contribuindo com 29,1% do Produto interno bruto (PIB) tailandês. Este total correspondeu a um valor de PIB per capita de £ 456 911 (US$ 14 301), quase três vezes acima da média nacional de £ 160 556 (US$ 5 025). A Região Metropolitana de Bangkok representava, no mesmo ano, 44,2% do PIB da Tailândia. Comparando-a com outras cidades do oriente asiático, a economia de Bangkok classifica-se como a sexta maior, sendo superada, em termos de PIB per capita, por Singapura, Hong Kong, Tóquio, Osaka e Seul.
O setor terciário é o de maior representatividade na economia local. Conforme dados de 2010, o comércio contribuía com 24% do produto interno bruto de Bangkok, com destaque para serviços e aluguéis, com 12,4% de participação. A indústria era responsável por 14,3% da composição do PIB, destacando-se os setores de transportes e comunicações, com 11,6%, e intermediação financeira, com 11,1% de atividade. Sozinha, Bangkok responde por 48,4% do setor de serviços da Tailândia que, por sua vez, representa 49% do PIB nacional. Quando se considera a Região Metropolitana de Bangkok, a contribuição é mais significativa, com 28,2% do produto interno bruto nacional, refletindo a densidade da indústria nas províncias vizinhas de Bangkok. A indústria automotiva existente em torno da Grande Bangkok caracteriza-se como o maior centro de produção no Sudeste asiático. O turismo também contribui significativamente para a economia da cidade, respondendo por £ 427,5bn (US$ 13,38bn) em receitas em 2010.
A Bolsa de Valores da Tailândia (SET) está localizada no bairro Ratchadaphisek. A Bolsa de Valores, juntamente com o Mercado de Investimento Alternativo (MAI) possuía 648 empresas listadas no último trimestre de 2011, com uma capitalização de 8 485 000 milhões de baht (US$ 267,64) de mercado combinado. Devido à grande quantidade de representação estrangeira, Bangkok tem sido um dos pilares da economia do Sudeste Asiático e um centro-chave no negócio asiático. Em 2010, a Globalization and World Cities Research Network (GaWC) classificou Bangkok como uma "cidade alfa", colocando-a na 59.ª posição entre as cidades mundiais na categoria. Entre as cidades asiáticas também classificadas pelo GaWC, Bangkok ocupa a 11.ª posição, sendo superada por Hong Kong, Singapura, Tóquio, Xangai, Pequim, Bombaim, Kuala Lumpur, Seul, Jacarta e Nova Déli. Entretanto, fica à frente de Taipé, Manila, Bangalore, Guangzhou e Cidade de Ho Chi Minh.
Em Bangkok estão sediadas as principais instituições financeiras e comerciais da Tailândia, bem como as maiores empresas do país. Um grande número de empresas multinacionais possuem sua sede regional em Bangkok, devido ao baixo custo da força de trabalho e operações firmes em relação a outros grandes centros de negócios asiáticos. Dezessete empresas tailandesas, todas sediadas em Bangkok, estão listadas na Forbes Global 2 000, uma lista das 2 000 maiores empresas públicas do mundo, compilada pela revista norte-americana Forbes. Entre estas está a PTT Public Company, a única empresa tailandesa listada na Fortune Global 500.
A desigualdade de renda é notável em Bangkok, especialmente entre os migrantes e imigrantes pouco qualificados de baixa renda, vindos das províncias rurais e países vizinhos, e os profissionais de classe média e as elites empresariais. Embora as taxas de pobreza absoluta são relativamente baixas, 0,64% dos residentes de Bangkok estavam vivendo abaixo da linha de pobreza em 2010. Em comparação com a média nacional de disparidade econômica, ainda é substancial. A cidade tem um coeficiente de Gini de 0,48, indicando um elevado grau de desigualdade.

### Turismo

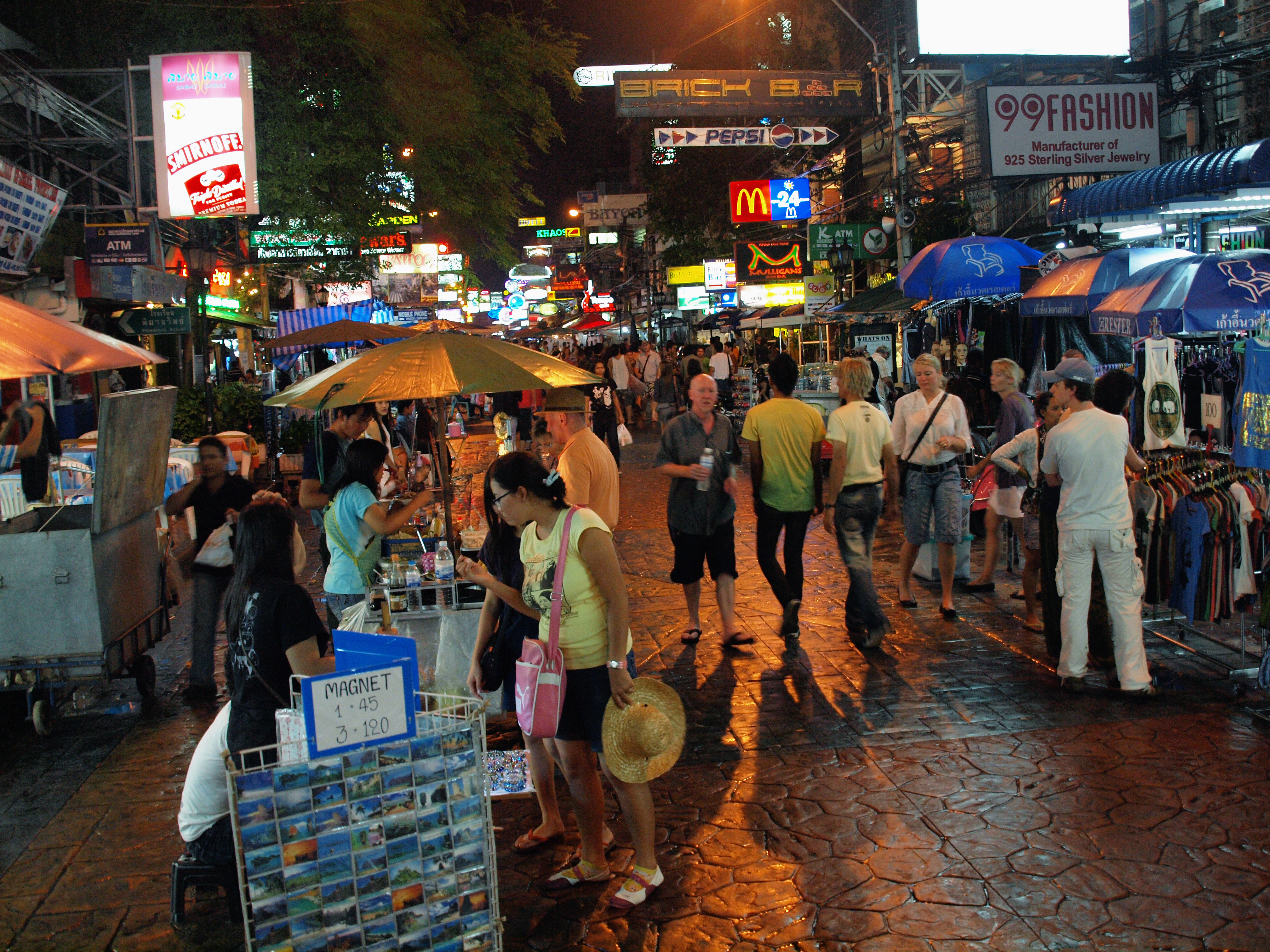
Khao San Road, uma das ruas turísticas de Bangkok

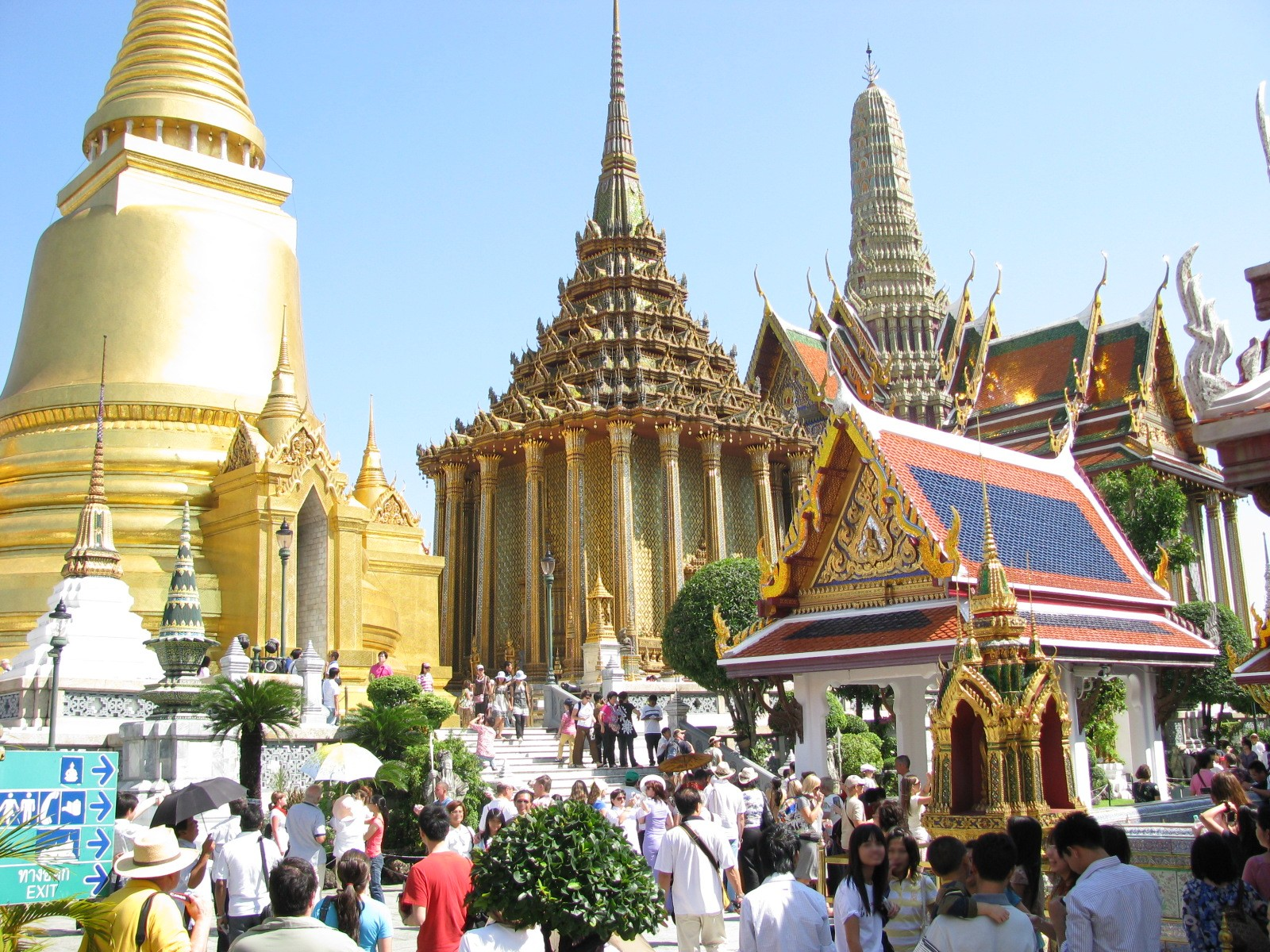
O Wat Phra Kaew, ao lado do Grande Palácio, uma das principais atrações turísticas da cidade

Bangkok é um dos principais destinos turísticos do mundo. A MasterCard classificou Bangkok como o melhor destino entre as cidades globais pelo número de visitantes internacionais no Global Destination Cities Index com 15,9 milhões de visitantes previstos em 2013. A cidade ocupa o quarto lugar em gastos transfronteiriços, com 14,3 bilhões de dólares previstos para 2013, depois de Nova Iorque, Londres e Paris. O Euromonitor International classificou Bangkok na 6.ª posição entre os destinos turísticos em 2011. Bangkok também foi nomeada a "Melhor Cidade do Mundo" pela revista Travel + Leisure por quatro anos consecutivos, de 2006 a 2010.
A cidade é o principal meio de entrada aos visitantes estrangeiros na Tailândia, sendo visitada pela maioria dos turistas internacionais que visitam o país. O turismo doméstico também é proeminente. O Departamento de Turismo da Tailândia registrou 26 861 095 turistas tailandeses em Bangkok e 11 361 808 turistas estrangeiros em 2010. 49,9% dos 86 687 leitos de hospedagem na cidade foram ocupados por turistas estrangeiros no referido ano.
As atrações turísticas incluem palácios e templos reais, bem como vários museus históricos e culturais. Lojas e restaurantes com peculiaridades também são vistos como atrações turísticas, além de atividades noturnas na cidade. Embora a prostituição seja tecnicamente ilegal na Tailândia, com pouco reconhecimento e discussão pela população e o governo, o turismo sexual em Bangkok é altamente praticado. A cidade comumente é chamada de "Cidade do Pecado da Ásia", pelo nível de turismo sexual nela existente.
As atrações turísticas em Bangkok o Grand Palace e os principais templos budistas, incluindo o Wat Phra Kaew, Wat Pho e Wat Arun. O Erawan-Schrein e o Giant Swing são uma das poucas representações do hinduísmo na cultura tailandesa, e a Mansão Vimanmek é conhecida como o maior edifício de teca no mundo, enquanto a Casa Jim Thompson oferece um exemplo da arquitetura tradicional tailandesa. Outros importantes museus são o Museu Nacional de Bangkok e o Museu Nacional Real Barge. As atrações turísticas em Bangkok também incluem cruzeiros e passeios de barco no rio Chao Phraya e nos canais de Thonburi, que permitem acesso aos modos de vida à beira-mar tradicionais da cidade.
Os estabelecimentos comerciais populares também são vistos como atrações turísticas em Bangkok. A maior parte destes se encontram em Siam e Ratchaprasong, sendo que os mais conhecidos são o Mercado de fim de semana de Chatuchak e Taling Chan. O Taling Chan é um mercado flutuante é um dos poucos desses mercados em Bangkok. Yaowarat é uma região da cidade conhecida por suas lojas e restaurantes voltados às especiarias tailandesas, e Khao San s caracteriza como um bairro que forte presença de turistas estrangeiros, devido principalmente aos hotéis e estabelecimentos turísticos situados na região.

## Infraestrutura

### Transportes

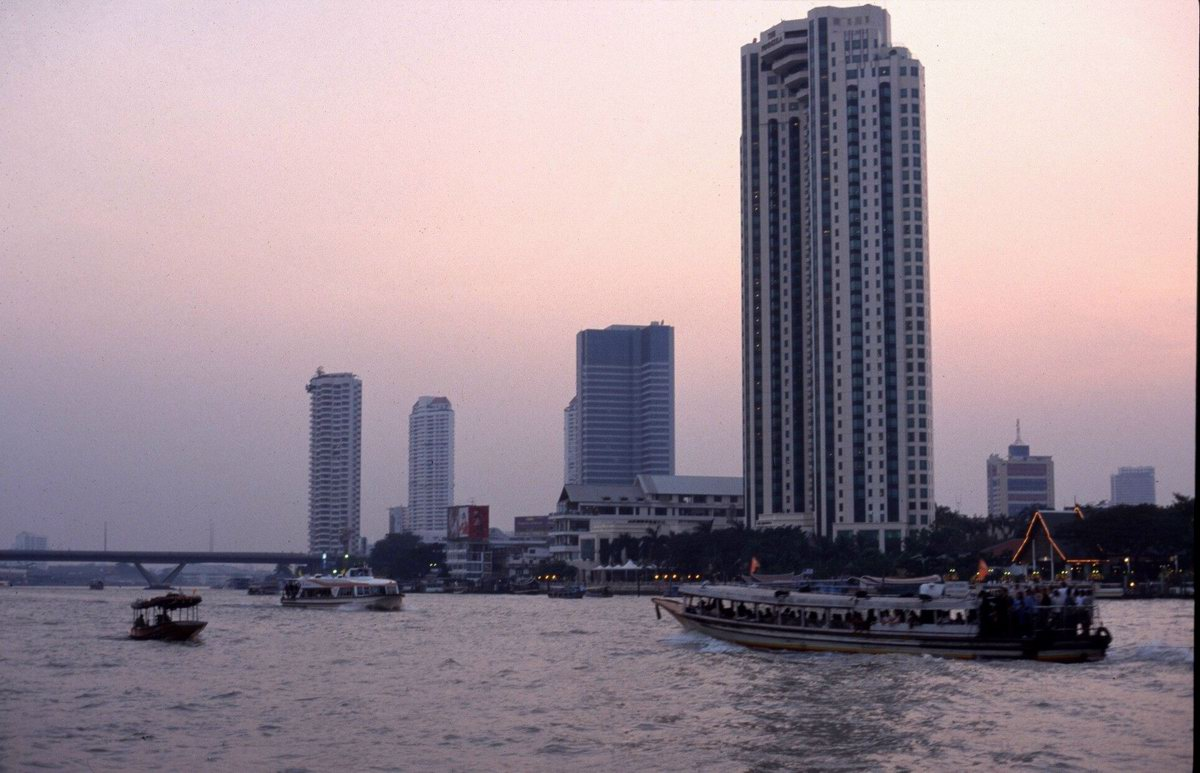
O Rio Chao Phraya em Bangkok

Uma complexa rede de canais deu à cidade o epíteto de Veneza do leste. Ainda hoje os canais são uma rota de trânsito e embarcações, habitadas como no passado, onde também há numerosos mercados.
Numerosas autoestradas elevadas e um anel rodoviário, que circunda a cidade inteira, estão sendo construídos. Essas infraestruturas deverão atenuar o problema de trânsito da cidade. Outros projetos de autoestradas foram abandonados por falta de verba, em seguida à crise financeira asiática dos últimos anos.

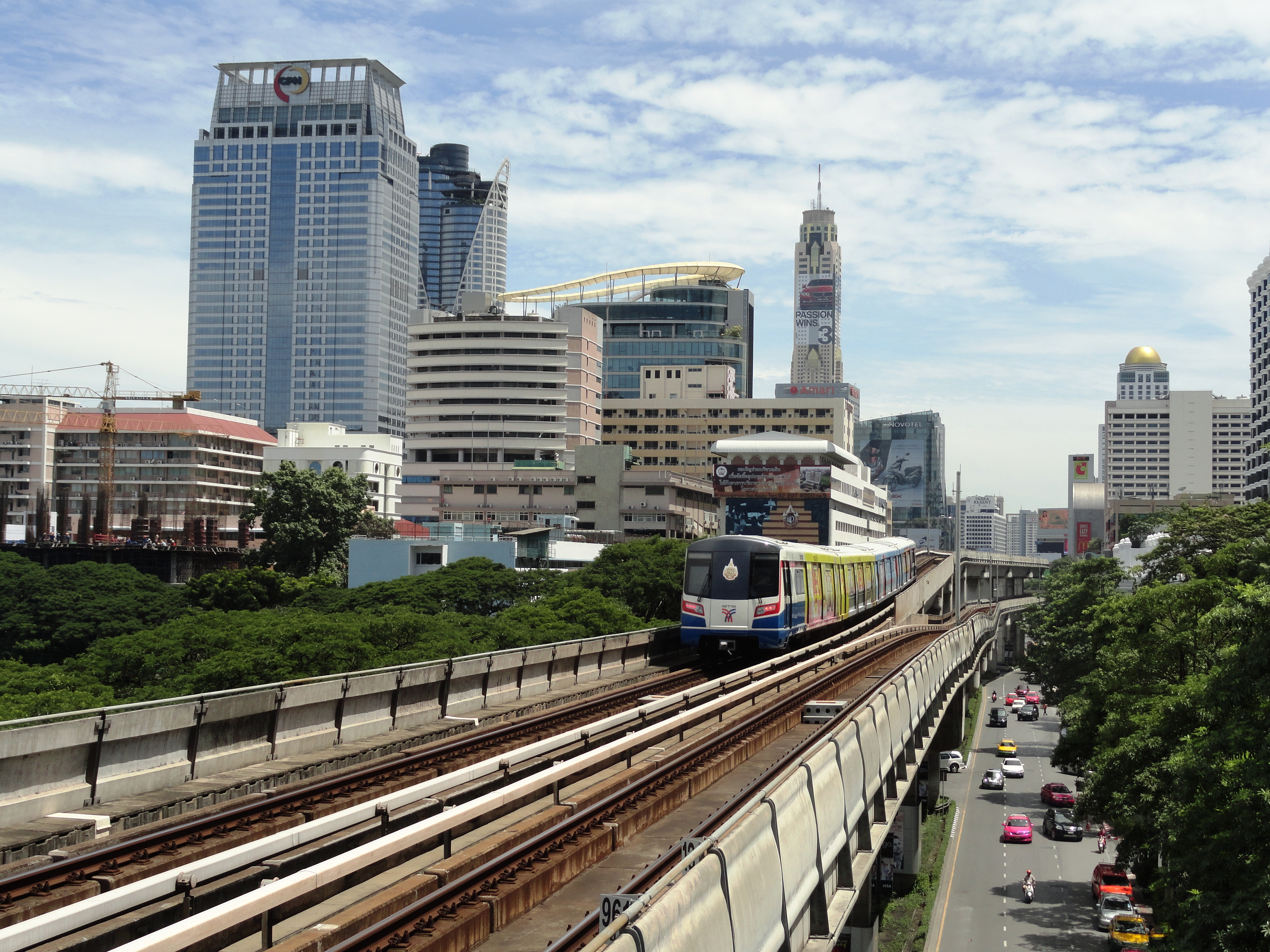
BTS Skytrain

Em 1999 foi aberta uma dupla linha ferroviária elevada (Skytrain), chamada oficialmente BTS Skytrain. A primeira linha de metrô subterrânea de Bangkok foi aberta ao público em julho de 2004.
Em julho de 2004, um novo sistema metropolitano, o MRT, foi inaugurado, e uniu a estação de Bang Sue com a de Hua Lamphong, passando a atravessar toda a cidade.
O Aeroporto Internacional de Bangkok, também chamado de Don Muang, é o segundo mais transitado do sudeste asiático e se encontra na zona norte da cidade. A construção do novo aeroporto Suvarnabhumi no distrito de Bang Phli, (província de Samut Prakan), no sudeste da cidade iniciou-se em 2002 e terminou em 2006. Este aeroporto passou a receber todos os voos internacionais, enquanto o aeroporto mais velho ficará com os voos domésticos, sendo este o mais movimentado do sudeste asiático.

### Educação

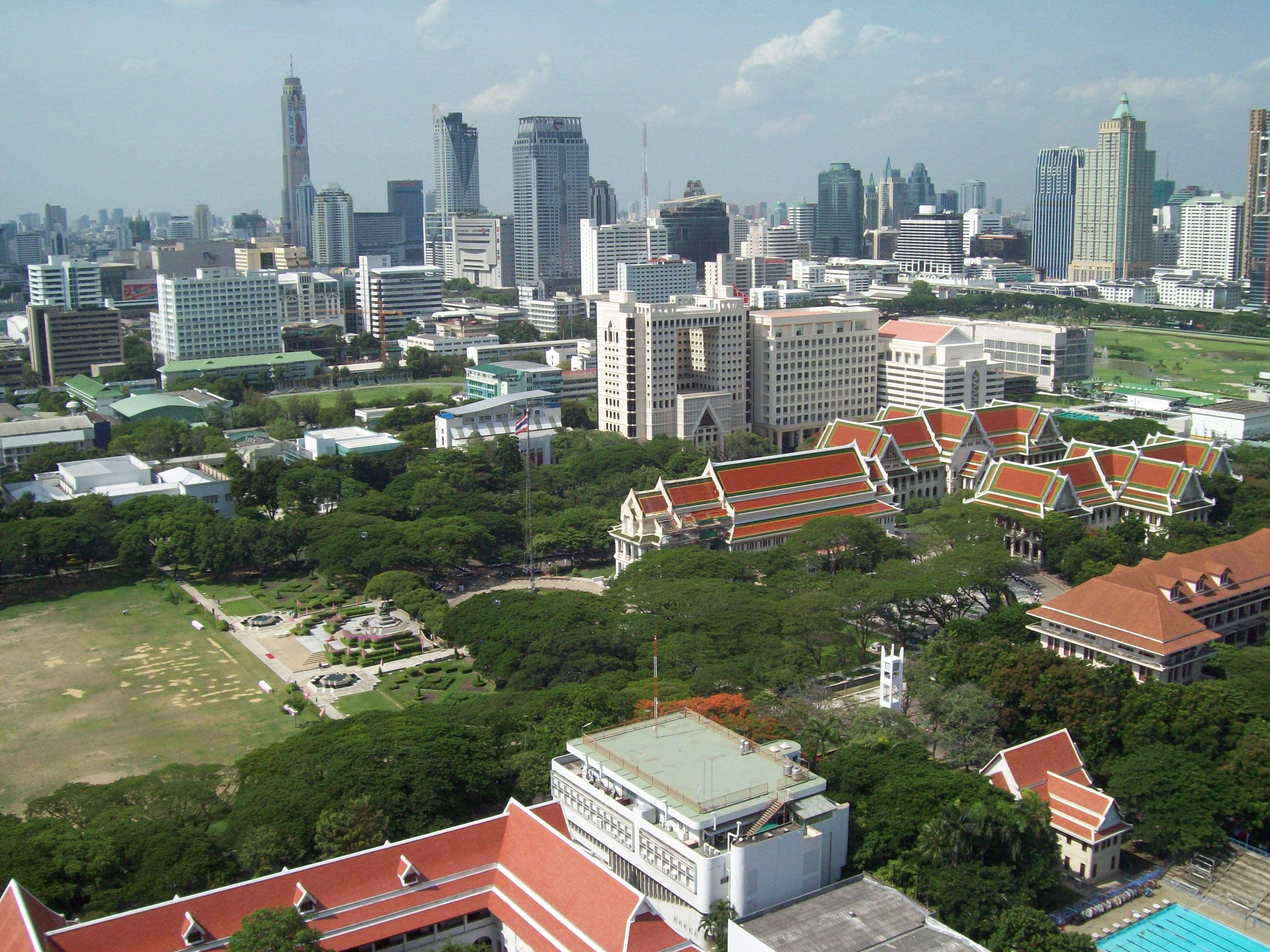
Campus da Universidade de Chulalongkorn, no distrito de Pathum Wan

Desde o início, Bangkok tem sido o centro da educação moderna na Tailândia. As primeiras escolas do país foram estabelecidas na cidade, no final do século XIX. A cidade abriga as cinco universidades mais antigas e mais prestigiadas do país: Chulalongkorn, Thammasat, Kasetsart, Mahidol e Silpakorn, fundadas entre os anos de 1917 e 1943. Chulalongkorn é a única universidade tailandesa a aparecer no ranking das 500 melhores universidades  do mundo, formulado pelo QS. A Universidade de Tecnologia de Thonburi rei Mongkut, também localizada em Bangkok, é a única universidade tailandesa listada no Times Higher Education World University Rankings.
Há ainda, a Academia de Arte, fundada em 1921, e a Universidade Silpakorn, também notáveis.

### Saúde
A capital concentra desproporcionalmente grande parte dos recursos médicos da Tailândia. De acordo com dados de 2000, a cidade possui 39,6% dos médicos do país, sendo que a relação médico-população é de 1 a cada grupo de 794 habitantes, em comparação com uma média de 1 a cada grupo de 5 667 habitantes nas outras províncias tailandesas. Bangkok abriga 42 hospitais públicos, sendo que 5 são hospitais universitários, além de 98 hospitais privados e 4 063 clínicas de saúde básica registradas. Dos hospitais privados, dois deles são muito conhecidos: o Bangkok Hospital e o Hospital Internacional Bumrungrad. A BMA opera nove hospitais públicos por meio de seu Departamento de Assistência Médica, com o seu Departamento de Saúde prestando cuidados primários através de sessenta e oito centros de saúde da comunidade. O sistema de saúde tailandês também possui convênios com estabelecimentos de saúde privados, que o fornecem à população em geral. O Instituto de Medicina de Bangkok é um dos principais centros de pesquisas no mundo de doenças que exigem tratamento complexo.

## Cultura

### Festivais e eventos
Bangkok sedia muitos dos festivais anuais da Tailândia. O Songkran (Ano-novo tailandês), que ocorre entre 13 e 15 de abril, é composto por rituais tradicionais e lutas de artes marciais em toda a cidade. O Loi Krathong, celebrado geralmente em novembro, vem da tradição de decorar cestas e lançá-las ao rio, onde elas passam a flutuar. Celebrações do Ano Novo acontecem em muitos locais, sendo o mais proeminente na praça em frente ao CentralWorld. Eventos relacionados com a família real são realizadas principalmente em Bangkok. Coroas são colocadas na estátua do rei Chulalongkorn, no Royal Plaza, em 23 de outubro, que é o Dia do Rei Chulalongkorn. Os aniversários do rei e da rainha, em 5 de dezembro e 12 de agosto, respectivamente, são considerados como Dia do Pai Nacional da Tailândia e do Dia da Mãe Nacional. Estes feriados nacionais são comemorados pelo público na véspera do aniversário do rei ou da rainha. O aniversário do rei também é marcado pelo desfile das guardas reais.
Sanam Luang é o local de realização de eventos esportivos e festivais de música, geralmente realizados em março, e a Cerimónia real da Lavoura, que acontece em maio. A Cruz Vermelha Fair, no início do mês de abril, é realizada em Suan Amporn e no Royal Plaza, e apresenta inúmeros estandes oferecendo mercadorias, jogos e exposições. O Ano-novo chinês (janeiro-fevereiro) e o Festival Vegetariano (setembro-outubro) são comemorados amplamente pela comunidade chinesa, especialmente em Yaowarat.

### Esportes

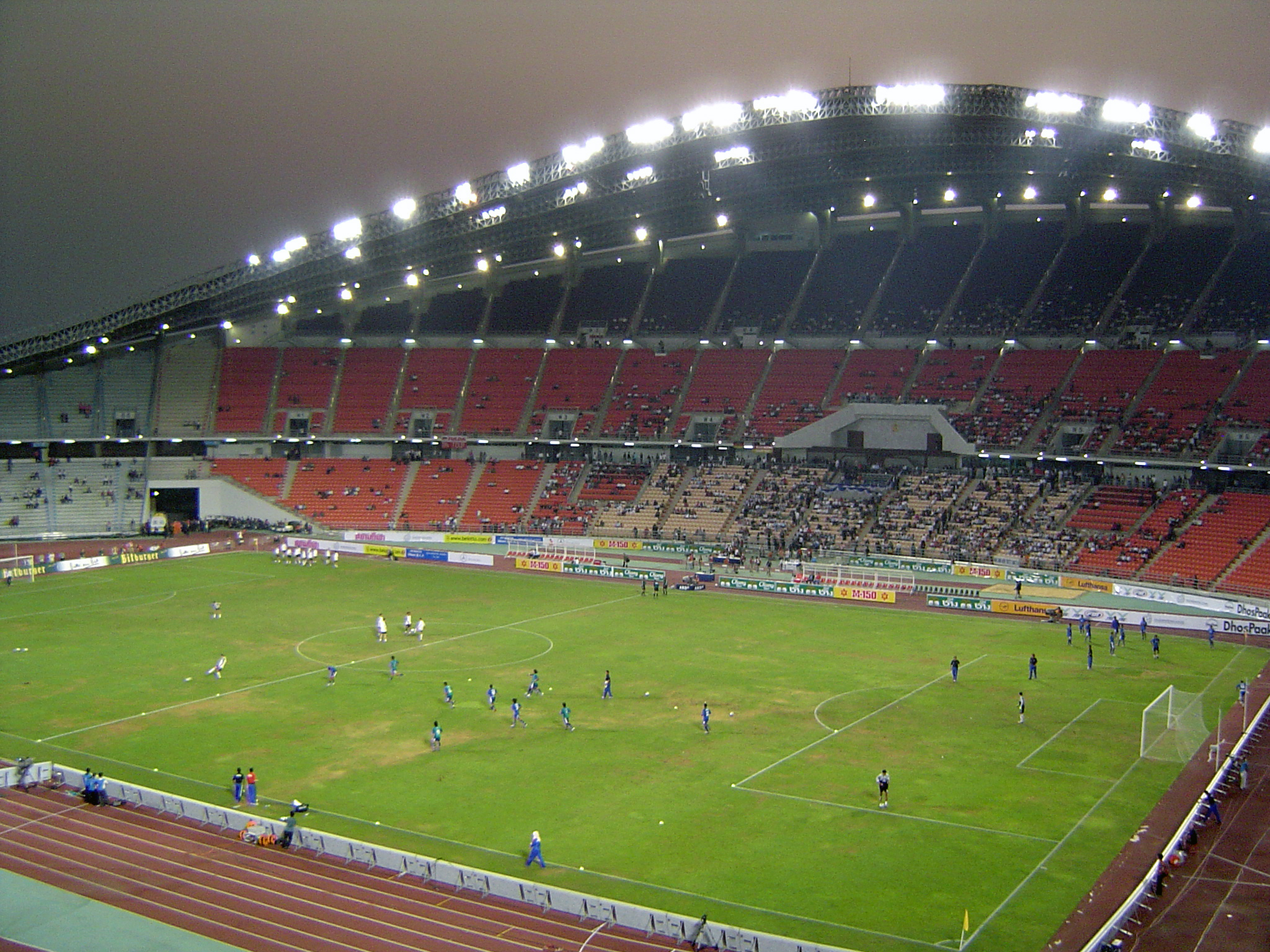
Estádio Nacional Rajamangala

Bangkok foi a cidade sede dos Jogos Asiáticos de 1966, 1970, 1978, e 1998. O Estádio Nacional Rajamangala é o maior da cidade e recebe os principais jogos de futebol. O Lumpinee Boxing Stadium e o Rajadamnern Boxing Stadium recebem as principais lutas de muay thai

### Mídia
Bangkok é o centro da indústria de mídia da Tailândia. Todos os jornais nacionais, meios de transmissão e grandes editoras estão baseados na cidade. Seus 21 jornais nacionais tinham uma circulação diária combinada de cerca de dois milhões de exemplares em 2002. Estes incluem o Thai Rath, Khao Sod e Daily News, o primeiro dos quais atualmente imprime um milhão de cópias por dia. Bangkok Post e The Nation são os dois jornais nacionais publicados em inglês. As principais publicações estrangeiras em circulação na cidade são o The Asian Wall Street Journal, Financial Times, The Straits Times e o Yomiuri Shimbun, sendo este último o jornal de maior circulação no mundo. A grande maioria das mais de 200 revistas em circulação na Tailândia são publicadas em Bangkok, e incluem revistas de notícias, estilo de vida, entretenimento e publicações ligadas à moda.
O centro de transmissão de televisão tailandês também tem sua sede em Bangkok. Todas as seis emissoras nacionais, canais 3, 5 e 7, Modernine, NBT e Thai PBS, tem suas sedes e principais estúdios na capital. Com a exceção de segmentos da imprensa local transmitidos pela NBT, toda a programação é feita em Bangkok e veiculada para todas as províncias. No entanto, este modelo centralizado está enfraquecendo com o surgimento da televisão por cabo, que tem muitos fornecedores locais. Existem inúmeros canais a cabo e por satélite com sede em Bangkok. A TrueVisions é o principal fornecedor de televisão por subscrição em Bangkok e na Tailândia, e também fornece programação internacional. Em 2002, Bangkok abrigava 40 das 311 estações de rádio FM da Tailândia e 38 das suas 212 emissoras de rádio AM. A reforma da mídia, estipulada pela Constituição de 1997, tem vindo a progredir lentamente, embora muitas rádios comunitárias surgiram neste intervalo de tempo na cidade.
Da mesma forma, Bangkok tem dominado a indústria cinematográfica tailandesa desde a sua criação. Embora as configurações de filmes normalmente se apresentam em locais de todo o país, a cidade abriga todos os grandes estúdios de cinema. Bangkok tem dezenas de cinemas e multiplexes, e na cidade se realizam dois grandes festivais de cinema anualmente, o Festival Internacional de Cinema de Bangkok e o Festival de Cinema Mundial de Bangkok.